# عبد السلام بن برجس آل عبد الكريم
عبد السلام بن برجس آل عبد الكريم عالم دين سعودي، هو أبو عبد الرحمن عبد السلام بن برجس بن ناصر آل عبد الكريم، وعائلة آل عبد الكريم من العوائل المشهورة في حرمة التابعة لمحافظة المجمعة، وبعود نسب العائلة إلى المعامرة من بني سعد من بني تميم، ولد الشيخ عبد السلام في الرياض في عام 1387 هـ.

## تعليمه وعمله
نشأ ال عبد الكريم في رعاية أبويه، فحفظ القرآن الكريم، وبدأ في طلب العلم وهو في الثالثة عشرة من عمره، وقد تلقى تعليمه النظامي في مدينة الرياض، فأخذ المرحلة الابتدائية فيها، ثم التحق بالمعهد العلمي التابع لجامعة الإمام محمد بن سعود الإسلامية، ثم التحق بكلية الشريعة في نفس الجامعة وتخرج منها في 1410 هـ، ثم واصل دراسته العليا فالتحق بالمعهد العالي للقضاء بالرياض وأكمل فيه دراسة الماجستير، وكانت رسالة الماجستير بعنوان التوثيق بالعقود في الفقه الإسلامي، ثم بعدها عين قاضيا في وزارة العدل، ولكنه طلب الإعفاء، ثم رشح بعدها في ديوان المظالم في جدة، ولكنه لم يمكث فيها إلا أسبوعا واحدا، وعاد إلى مدينة الرياض محاضرا في المعهد العالي للقضاء، وقد تحصل على الدكتوراة في 1422 هـ في تحقيقه لكتاب الفوائد المنتخبات شرح أخصر المختصرات لعثمان بن جامع، بعدها عين أستاذا مساعدا في المعهد العالي للقضاء حتى وفاته.

## شيوخه
وقد تتلمذ على يد عدد من العلماء منهم : عبد العزيز بن باز حيث لازمه فترة من الزمن وحضر له العديد من دروسه وخصوصا في بلوغ المرام لابن حجر، وتفسير ابن كثير، ومحمد بن صالح بن عثيمين رحل اليه ال عبد الكريم ما بين سنتي 1401 هـ - 1403 هـ، ولازمه حينما بدأ ابن عثيمين دروسه في المسجد الحرام بمكة المكرمة سنة 1402 هـ، قرأ عليه في كتاب التوحيد والعقيدة الواسطية والعبادات من زاد المستقنع في الفقه، والأجرومية في النحو، ومختصر قواعد ابن رجب، وصحيح البخاري، وعبد الله بن عبد الرحمن بن جبرين إذ لازمه مدة أربع سنوات قرأ فيها عليه التوحيد لابن خزيمة، والنونية لابن القيم مع شرحها لابن عيسى، وقرأ في زاد المستقنع مع الروض المربع، ومعارج القبول للشيخ حافظ الحكمي , وسعد بن محمد الشقيران إمام وخطيب الجامع الكبير بالقويعية ولازم دروسه طيلة تعيينه في القويعية منذ سنة 1411 هـ حيث كان ال عبد الكريم مُعلّماً بالمعهد العلمي بها وكان يحضر إلى حلقة الشيخ العلمية في منزلة فدرس عليه متن القواعد الأربعة ومتن الأصول الثلاثة لمحمد بن عبد الوهاب, ومتن الرحبية، وشرح له متن القطر لابن هشام، ودرس عليه أيضاً شرح العقيدة الأصفهانية لابن تيمية، كما أنه استفاد كثيراً من الشيخ فحفظ عليه الكثير من قواعد التفسير وقواعد الترجيح للإمام الطبري.
ودرس ال عبد الكريم على عبد الله بن محمد الدويش (ت : 1409 هـ) في بريدة قرأ عليه ألفية العراقي، وقطعة من سنن أبي داود، وصالح بن عبد الرحمن الأطرم درس عليه في كلية الشريعة في جامعة الإمام محمد بن سعود الإسلامية في حاشية الروض لابن قاسم، وفهد الحمين قرأ عليه في التوحيد والفقه، وعبد الله بن قعود قرأ عليه في فتح المجيد، وعبد الله بن عبد الرحمن بن غديان درس عليه في المعهد العالي للقضاء بالرياض، وصالح بن إبراهيم البليهي (ت : 1410 هـ) حضر له دروس في زاد المستقنع مع حاشيته المسماة السلسبيل في معرفة الدليل، وعبد الكريم الخضير قرأ عليه في نيل الأوطار للشوكاني، وألفية العراقي في المصطلح، وعبد المحسن بن محمد المنيف قرأ عليه الرحبية في الفرائض في مكة سنة 1405 هـ.

## مؤلفاته
لعبد السلام ال عبد الكريم الكثير من المؤلفات وهي:
- القول المبين في حكم الاستهزاء بالمؤمنين.
- إيقاف النبيل على حكم التمثيل.
- التمني.
- عوائق الطلب.
- الإعلام ببعض أحكام السلام.
- الحجج القوية على أن وسائل الدعوة توقيفية.
- ضرورة الاهتمام بالسنن.
- الأبيات الأدبية الحاصرة.
- المعتقد الصحيح الواجب على كل مسلم اعتقاده.
- إبطال نسبة الديوان المنسوب لشيخ الإسلام ابن تيمية.
- معاملة الحكام في ضوء الكتاب والسنة.
- الأمر بلزوم جماعة المسلمين وإمامهم والتحذير من مفارقتهم.
- بيان المشروع والممنوع من التوسل.
- التوثيق بالعقود في الفقة الإسلامي.
- قطع المراء في حكم الدخول على الأمراء.
- الأحاديث النبوية في ذم العنصرية الجاهلية.
- مشروعية هبة الثواب.
- المحاضرات في الدعوة والدعاة.
- شرح المحرر في الحديث لابن عبد الهادي.
- تدوين العقيدة السلفية جهود أئمة الإسلام في نشر العقيدة الإسلامية.
- بيان مشروعية الدعاء على الكافرين بالعموم.
- ضرب المرأة بين حكم الشرع وواقع الناس.

## وفاته
توفي عبد السلام بن برجس ال عبد الكريم ليلة السبت الموافق الثالث عشر من صفر عام 1425 هـ الموافق للرابع من شهر أبريل عام 2004في حادث مروري وهو في طريقه من الأحساء إلى الرياض، ونقل جثمانه للرياض وصلي عليه ودفن فيها.

## وصلات خارجية
- الموقع الرسمي